# دره اوسوم
درهٔ اوسوم (آلبانیایی: Kanioni i Osumit) یک ژرف‌درهٔ رودخانه‌ای در جنوب آلبانی، نزدیک به شهر کرووده است. رودخانهٔ اوسوم، که از شهر برات می‌گذرد، از طریق این دره جریان می‌یابد.

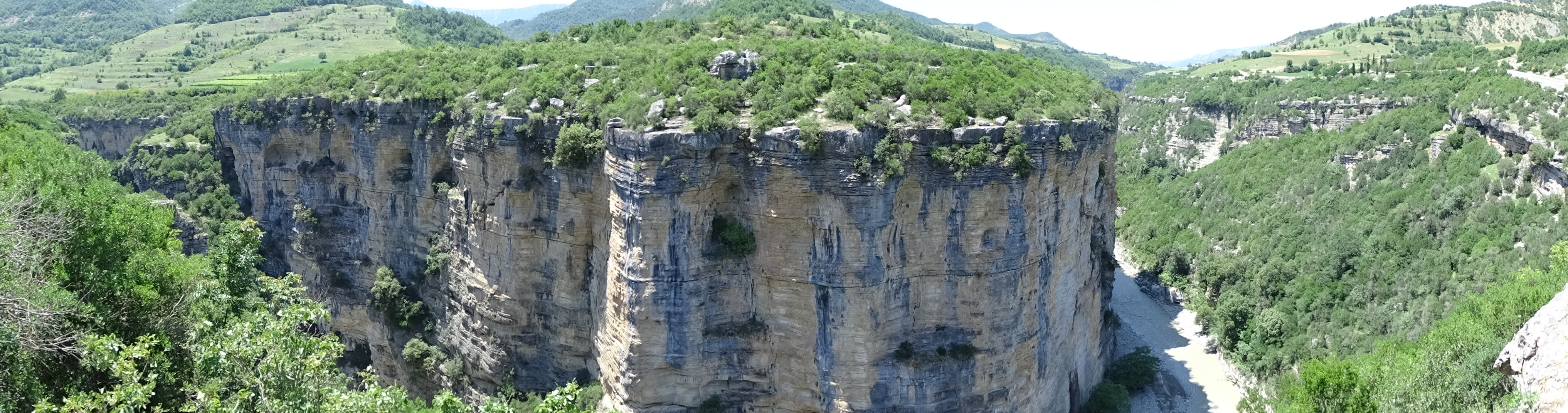
نمای پانورامای درهٔ اوسوم

درهٔ رودخانه اوسوم یکی از دیدنی‌ترین جاذبه‌های طبیعی آلبانی است. در طول بهار، آب‌های حاصل از ذوب برف‌ها امکان گشت‌وگذار در کل طول دره از طریق رودخانه را فراهم می‌کند. بهار همچنین بهترین زمان برای مشاهدهٔ آبشارهای متعدد در دره‌ها است که با عبور کاوشگران از زیر آن‌ها، از بالا به پایین می‌ریزند. جریان‌های آب تند (راپید) در اینجا از کلاس II هستند، بنابراین برای پیمایش آن‌ها نیازی به تجربهٔ قبلی در آب‌های خروشان نیست. در پایان تابستان، هنگامی که آب کمتر است، تمام طول دره قابل پیمایش نیست، اما مسیرهای پیاده‌روی مختلفی وجود دارد که فرصت‌هایی برای شنا در استخرها و جویبارهای مختلف فراهم می‌کند.
لبه‌های دره دارای یک اکوسیستم خاص هستند که در طول سال سبزی خود را در دو طرف دره حفظ می‌کنند. بوته‌های مدیترانه‌ای مانند خلنگ و گل نسترن به همراه گیاهان و جانوران غنی در این منطقه رشد می‌کنند. در دامنه‌های دره، فرسایش دیوارهای غارمانندی با حفره‌های کوچک ایجاد کرده است. برخی از سازه‌های سنگی دره دارای نام‌های تخیلی مانند کلیسا، چشم و دروازهٔ شیطان هستند.
طول این دره ۲۶ کیلومتر (۱۶ مایل) است و در ارتفاع ۴۵۰ متری قرار دارد. تصور می‌شود که این دره‌ها ۲–۳ میلیون سال پیش توسط فرسایش آب شکل گرفته‌اند. در طول دره گذرگاه‌های زیرزمینی و غارهای ناشناختهٔ بسیاری وجود دارد. به‌طور کلی تصور می‌شود که سال‌ها پیش رودخانه به صورت زیرزمینی جریان داشته است، اما با گذشت زمان سنگ بالای رودخانه از بین رفته و شکل فعلی دره را ایجاد کرده است. در خلیج این دره که رودخانه اوسوم از هر دو طرف آن می‌گذرد، آبشارهایی از روستاهای مختلف که از یک زنجیره سنگی عبور می‌کنند به رودخانه می‌ریزند. در دامنه‌های دره، فرسایش یک زنجیرهٔ سنگی ایجاد کرده است که یکی از نادرترین مواردی است که در دره‌های آلبانی یافت می‌شود.
دره شامل شش بخش باریک است که عرض آن‌ها از ۱٫۵ متر در بستر رودخانه تا ۳۵ متر در قسمت‌های بالاتر دامنه‌های دره متغیر است.